# کگاله
کگاله (به لاتین: Kegalle) یک منطقهٔ مسکونی در سری‌لانکا است که در ناحیه کگاله واقع شده‌است.

## خصوصیات
کگاله ۱۷٬۹۶۲ نفر جمعیت دارد.